# 올웨이즈 3번가의 석양 속편
《올웨이즈 3번가의 석양 속편》(일본어: ALWAYS 続·三丁目の夕日)은 사이간 료헤이의 만화 《3번가의 석양》 (三丁目の夕日)을 원작으로 2005년에 이는 제2탄으로 2007년 11월 3일에 개봉된 일본 영화이다.

## 개요
지난 2005년 11월 5일 개봉한 《올웨이즈 3번가의 석양》의 속편. 2006년 11월에 감독 야마자키 타카시, 프로듀서 아베 슈지, 오쿠다 세이지가 속편 제작을 발표했다.
전작에서는 건설중인 도쿄 타워와 우에노 역 증기 기관차 C62, 도쿄 도시 전차 등 당시 도쿄 거리를 미니어처와 CG (이른바 VFX)로 재현 해 화제를 불렀지만, 이번 작품도 완성 후의 도쿄 타워, 도쿄역, 하네다 공항, 니혼 바시, 당시 국철이 운전을 시작한지 얼마 안된 20 (→ 151) 계 신형 특급 열차 메아리 등이 재현되었다. 또한 영화 초반에는 1954년에 공개된 일본을 대표하는 캐릭터가 된 고질라가 풀 CG로 등장하였다. 또한, 당시 급성장하고 있던 영화관이나 서민의 사교장이었던 목욕탕 등도 재현되고 있다.
전작의 종료 시점부터 4개월 후 1959년 봄의 유히 정 3번가에 사는 사람들의 모습을 그린다. 출연자는 전작에서 계속 출연하고 있고, 2007년 1월에 크랭크인했다.
본작에서는, 류노스케와 히로미, 준노스케의 그 후의 전개가 이어된다. 또한 스즈키 가(家)의 친척의 딸 스즈키 미카와 무츠코의 소꿉 친구의 나카야마 타케오라는 인물이 등장한다.
또한, 이번 작품의 속편으로서 《올웨이즈 3번가의 석양'64》의 제작이 발표되었고, 2012년 1월 21일에 개봉되었다.

## 출연
- 자가와 류노스케 - 요시오카 히데타카
- 이시자키 히로미 - 고유키
- 후루유키 준노스케 - 스가 겐타
- 스즈키 노리후미 - 츠츠미 신이치
- 스즈키 도모에 - 야쿠시마루 히로코
- 스즈키 잇페이 - 고시미즈 가즈키
- 호시노 무쓰코 - 호리키타 마키
- 오타 긴 - 모타이 마사코
- 다쿠마 시로 - 미우라 도모카즈 (특별 출연)
- 나카야마 타케오 - 아사리 요스케
- 카와부치 야스나리 - 고히나타 후미요
- 요시다 자동차 - 누쿠미즈 요이치
- 전기 제품 가게 - 기무라 유이치
- 미즈노 - 피에르 타키
- 우편 배달 - 고베 히로시
- 나카지마 순경 - 이이다 기스케
- 부동산 - 마츠오 타카시
- 극장 지배인 - 마스오카 토오루
- 빚쟁이 - 나카무라 유지
- 행인 - 핫토리 신이치 (당시 일본 TV 아나운서)
- 도야마 약방 - 무라마츠 토시후미
- 초등학교 선생님 - 오카다 카오루

## 스태프
- 감독·각본·VFX : 야마자키 타카시
- 원작 : 사이간 료헤이
- 각본 : 고사와 료타
- 음악 : 사토 나오키
- 촬영 : 시바사키 코조
- 조명 : 미즈노 켄이치
- 녹음 : 츠루마키 진
- 미술 : 조조 안리
- 편집 : 미야지마 류지
- 음향 효과 : 시바사키 켄지
- 이그제큐티브 프로듀서 : 아베 슈지, 오쿠다 세이지
- 프로듀서 : 안도 치카히로 (ROBOT), 야마기와 신페이, 다카하시 노조미, 쿠라타 다카야
- 기획·제작 프로덕션 : ROBOT
- 제작 : "ALWAYS 속·3번가의 석양" 제작위원회 : (NTV, ROBOT, 소가쿠칸, 도호, Bob, 덴츠, 요미우리 TV 방송, 시로구미 주식회사, IMAGICA, 삿포로 TV 방송, 미야기 TV 방송, 시즈오카 제일 TV 방송, 츄교 TV 방송, 히로시마 TV 방송, 후쿠오카 TV 방송)

### 주제가
- BUMP OF CHICKEN - 〈꽃의 이름(花の名)〉